# Gobernación de Muharraq
La Gobernación de Muharraq es una de las cinco gobernaciones de Baréin. Comprende las municipalidades de Al Hidd y Al Muharraq.
- Datos: Q375630